# هرنانديات
الهرننديات أو الهرنانديات (الاسم العلمي: Hernandiaceae) هي فصيلة من النباتات تتبع رتبة الغاريات من طائفة ثنائيات الفلقة.

## التصنيف
- الهرناندياوات
  - الهرناندية
  - الإليجيرية